# Карпов, Сергей Николаевич
Сергей Николаевич Карпов (19 декабря 1959, Москва — 19 июня 1997) — советский и российский хоккеист, нападающий.

## Биография
Сын хоккеиста Николая Карпова. Воспитанник московского «Спартака», в составе которого в сезоне 1976/77 дебютировал в чемпионате СССР. Следующий сезон провёл в московском «Локомотиве», затем вернулся в «Спартак». Армейскую службу проходил в СКА Ленинград (1980/81) и СКА МВО Москва (1981/82). Играл в высшей лиге за «Торпедо» Горький (1982/83), «Химик» Воскресенск (1983/84 — 1987/88), «Спартак» (1988/89). Выступал за команду второй лиги «Трактор» Липецк (1988/89 — 1989/90).
Играл за финские клубы «Кярпят» (1989/90), «Вантаа» (1990/92), «КооКоо» (1991/92 — 1993/94). Вернувшись в Россию, выступал за «Северсталь» Череповец (1994/95), «Кристалл» Электросталь (1994/95 — 1995/96), «Химик» (1996/97).
Бронзовый призёр юниорского чемпионата Европы 1977. Чемпион мира среди молодёжных команд 1979.
Скончался 19 июня 1997 года в возрасте 37 лет.
Дочь Юлия также играла в хоккей.